# Лукаш Провод
Лукаш Провод (чеш. Lukáš Provod, Плзењ, 23. октобар 1996) је чешки фудбалер који тренутно наступа за Славију из Прага.

## Биографија
Дебитовао је 6. августа 2016. у Чешкој националној фудбалској лиги за Бањик Соколов у утакмици против Влашима. Дана 3. септембра 2019, Славија из Прага је потврдила да је Провод стигао на позајмицу из Викторије Плзењ, од 2020 је и потписао уговор са Славијом.
Први позив да дебитује за репрезентацију Чешке је добио од тренера Јарослава Шилхавија за мечеве УЕФА Лиге нација Б 2020/21. против Словачке и Шкотске. Дебитовао је у мечу против Словачке 4. септембра 2020, који је Чешка добила резултатом 3:1.
Провод је 27. марта 2021. постигао свој први гол за репрезентацију у сениорској конкуренцији у квалификационој утакмици за Светско првенство 2022. против Белгије. Није био уврштен у састав за Европско првенство 2020.. због тешке повреде колена.
Дана 28. маја 2024. изабран је у тим од 26 играча за Европско првенство 2024. Већ 18. јуна постигао је први гол своје земље на турниру током њиховог уводног меча против Португалије, који је завршен поразом од 2:1.

## Успеси
Славија Праг
- Прва лига Чешке: 2019/20, 2020/21.
- Куп Чешке: 2020/21, 2022/23.